# Revuelta de Aysun
La revuelta de Aysun fue un levantamiento armado entre los años 826 y 827 que enfrentó a la nobleza de la Marca Hispánica, liderada por el bereber Aysun, a la nobleza franca, recién llegada por la conquista carolingia y liderada por Bernardo de Septimania, conde de Barcelona, Gerona, Tolosa y duque de Septimania.
La revuelta tuvo lugar en los condados de Barcelona, Osona (bajo el control de Bernardo) y Cerdaña (en manos del conde aragonés Aznar I Galíndez). Bernardo y Aznar eran considerados usurpadores del condado, y contra ellos se esgrimían los derechos de sangre que tenía Guillemó al ser el hijo del antiguo conde de Berà. La participación de tropas musulmanas en el conflicto indicó una cierta confluencia de intereses entre la población local hispano-gótica y el emirato de Córdoba, contrario a los propósitos expansionistas del imperio franco.

## Antecedentes
La ocupación árabe de nordeste español fue efímera y los musulmanes, dependientes de Córdoba, estaban gobernados por valís o representantes emirales. Los visigodos, defensores del poder de Toledo, fueron expulsados y los sarracenos ocuparon el poder. En el siglo IX, con la conquista carolingia de Cataluña, los francos nombraron sus propios condes y marqueses, que eran descendientes de los visigdos expulsados, y reaparecieron los conflictos entre una población aliada de los francos y los proárabes y autóctonos que se  negaron. Los francos establecieron la Marca Hispánica, una franja de seguridad limitada por el eje del Llobregat, que con varias fluctuaciones quedó definida con la conquista de Barcelona la primavera de 801. Este territorio fue escenario continuado de ratzias, matanzas y conflictos. 
La conquista de Barcelona fue un objetivo de los magnates locales que consiguieron el apoyo de Ludovico Pío, que reclutó un ejército heterogéneo con un numeroso contingente aquitano. La fidelidad de los godos fue recompensada con el nombramiento como conde de Barcelona de Bera, un líder local que después de la conquista de Barcelona quería pactar la paz con los musulmanes para mantener el nuevo statu quo. Esta intención de tolerancia acabó chocando con las intenciones de los barones francos de seguir la política de conquista; y por este motivo Bera acabó siendo cesado de sus atribuciones condales. A partir de entonces se inició la llegada de condes francos y el destierro de los líderes hispano-godos. 
El primero de ellos fue el franco Rampón, que duró poco y fue sucedido por un joven y ambicioso prohombre carolingio, Bernardo de Septimania, quien confirmaba la línea dura y foránea al frente de los condados de Barcelona, Gerona y Osona. Fue entonces cuando empezó la revuelta de Aysun (hijo de un antiguo valí de la Barcelona musulmana) que acababa de huir de Aquisgrán donde había sido confinado desde el cese de Bera el 820, y Guillemó, entonces conde de Rasez.

## La revuelta de Aysun y Guillemó
La revuelta empezó cuando Aysun, hombre de confianza de Bera, se sublevó junto a varias guarniciones del condado de Osona que lo siguieron, cerca de la fortificación de Roda de Ter, que resultó destruida. Desde el área vigatana, controlada por Aysun, se produjeron varias ratzias y operaciones de castigo contra Cerdaña, Bages, y principalmente el Vallès, así como en las cercanías de Barcelona: arrasaron los pueblos poco fortificados y destruyeron numerosas villas y granjas que todavía perduraban desde época romana. Inmediatamente el hijo de Bera, Guillemó, se unió a la revuelta y aglutinó a godos e hispanos descontentos con la ocupación franca. Otros barones de la Marca Hispánica y de la Septimania se sumaron.
Bernardo de Septimania solicitó refuerzos al emperador, pero esta petición no fue atendida y tan solo se enviaron a la Marca tres legados: el ministro Elisachar, obispo de Tréveris, y los condes Hildebrand y Donato, los cuales tenían que estudiar la situación para adoptar las disposiciones necesarias, especialmente en lo referente a la defensa del Rosselló.
A principios de 827, los sublevados recibieron la ayuda militar del emir de Córdoba Abderramán II, quien envió tropas musulmanas que llegaron a Zaragoza en el mes de mayo lideradas por Ubayd-Allah Abu-Marwan, responsable de la matanza del año 815. Junto con las tropas condales de Guillemó y a los contingentes locales emprendieron los asedios de Barcelona y de Gerona. La poca paciencia que mostraron en el intento de conquista de estas ciudades probablemente significaba que esperaban la complicidad de sus habitantes, pero finalmente esta no se produjo y ambos asedios fracasaron.
Conmovido por la situación de la Marca, el emperador pidió a su propio hijo Pipino I de Aquitania y a los condes Hugo de Tours y Matfrid de Orleans, partidarios del primer ministro Vala de Corbie, que reclutaran un ejército, pero estos lo hicieron lentamente para debilitar al conde Bernardo, puesto que este otro era partidario de la emperatriz Judith de Baviera, opuesta a Vala. El 27 de septiembre las tropas comandadas por Pipí y Oliba I se encontraban todavía entre Toulouse y Carcasona, de forma que Bernardo tuvo que hacer frente él solo en los rebeldes con el único apoyo de su hermano Gaucelmo, y posiblemente de su aliado Aznar I Galíndez.
Abu Marwan y su ejército ya habían vuelto a territorio musulmán con un gran botín antes de que el ejército franco de socorro entrara en los territorios de Bernardo. Finalmente los rebeldes abandonaron el condado en dirección a Zaragoza: la revuelta había fracasado.

## Consecuencias
El gran triunfador del conflicto fue el conde Bernardo, que recibió como premio a su fidelidad la ciudad de Narbona y varios condados occitanos, honores por los cuales se tituló duque de Septimania. Naturalmente Guillemó, camino del exilio con el resto de sublevados, perdió todas sus posesiones condales. Hugo de Tours y Matfrid de Orleans fueron condenados a muerte en febrero de 828 en la asamblea de Aquisgrán, pero fueron perdonados gracias a la influencia del valido Vala de Corbie a cambio de perder sus dignidades. Sin embargo, con posterioridad, Bernardo fue cesado temporalmente como conde, aunque tras la muerte de Berenguer de Tolosa y su sometimiento a Carlos el Calvo fue restituido.
También cambió la actitud de Ludovico Pío hacia Vala y unos meses después fue separado de su cargo, que ocupó Bernardo, ahora Bernardo de Septimania. El fracaso de la revuelta significó el destierro definitivo del bando local indigenista de Bera. El control carolingio de los condados catalanes por parte de los francos continuó hasta el nombramiento del conde Wifredo el Velloso (descontando el breve intervalo de su padre, el conflentí Sunifredo I).
En cuanto al territorio, este había quedado destruido y despoblado, y no se recuperó hasta que cincuenta años después Wifredo el Velloso incentivó la reforestación, en 878. Sus territorios se circunscribían a las actuales comarcas de Vallés Occidental, Bages, Osona y Bergadá.